# Ian Stewart
Ian Andrew Robert „Stu“ Stewart (18. červenec 1938 – 12. prosinec 1985) byl skotský klávesista a zakládající člen skupiny The Rolling Stones. Spolupracoval také se skupinou Led Zeppelin nebo kytaristou George Thorogoodem.

## Působení v The Rolling Stones
Roku 1962 se Stewart stal vůbec prvním muzikantem, který zareagoval na inzerát Briana Jonese hledající spoluhráče do nové rhytm & bluesové kapely, posléze nazvané The Rolling Stones. Až o měsíc později se přidali Mick Jagger a Keith Richards, a půl roku po nich Bill Wyman a Charlie Watts. Stewart díky svému tehdejšímu kancelářskému zaměstnání jako jediný disponoval telefonem, který kapele zprvu sloužil pro komunikaci a domlouvání koncertů. Také pořídil dodávku, se kterou jezdili na vystoupení.
Nový manažer kapely Andrew Loog Oldham v květnu 1963 usoudil, že o pár let starší a hřmotný Stewart nezapadá do mladistvé image Rolling Stones, a naznačil, že by neměl být součástí pódiové sestavy. (Wyman byl paradoxně ještě starší, ale ten díky své chlapecké tváři a drobné postavě vypadal mladší a „pasoval dobře“.) Stewart se s touto potupou smířil a přijal roli klávesisty, který bude nahrávat ve studiu a na pódiu přinejlepším sedět stranou. Také se stal kapelním cestovním manažerem a měl nezanedbatelný vliv na tvorbu, i když přímo neskládal – ostatní členové uznávali jeho hráčské umění a cenné kritické připomínky.
Neúčastnil se příliš ani divokého rockerského života svých kolegů, od čehož ho ještě více odradil tragický konec Briana Jonese v roce 1969. Roku 1967 se oženil s Cynthií Dillane a měli syna Gilese. 
Paradoxně, přes svůj spořádaný život, se Stewart stal druhým předčasně zemřelým členem kapely. V prosinci 1985 podlehl těžkému infarktu, bylo mu 47 let. Zbylí Stones na jeho počest uspořádali v únoru 1986 speciální koncert, a když byli roku 1989 uvedeni do Rock'n'rollové síně slávy, vyžádali si, aby to bylo včetně Iana Stewarta.